# Eremicaster
Eremicaster is een geslacht van kamsterren uit de familie Porcellanasteridae.

## Soorten
- Eremicaster crassus (Sladen, 1883)
- Eremicaster pacificus (Ludwig, 1905)
- Eremicaster vicinus Ludwig, 1907